# 010 Trojans
De 010 Trojans (voormalig Rotterdam Trojans) is een American footballteam uit Rotterdam, opgericht in 1984. Ze komen uit in de BNL Football League.  Tot 2023 waren ze lid van de Eredivisie, dat georganiseerd wordt door de American Football Bond Nederland.  De clubkleuren zijn het Rotterdamse Groen/Wit. Zij zijn de enige American Football vereniging in Rotterdam. 
Na wanbeleid en fraude van het toenmalige bestuur werd op 3 oktober 2012 het faillissement uitgesproken over de Rotterdam Trojans. Een aantal spelers en coaches besloten echter een nieuwe vereniging op te richten. Dit werd de huidige vereniging, de 010 Trojans, opgericht op 23 november 2012.
Na de toelating op de ALV, moesten de Trojans onderaan in de 3e Divisie beginnen. Daar nagenoeg het gehele team intact bleef, werd het team onder leiding van headcoach Michel 'Moose' Storm ongeslagen kampioen in de 3e Divisie, door in de finale de Enschede Broncos te verslaan.
In het seizoen 2013, na een ongeslagen regulier seizoen, werd de halve finale verloren tegen de Groningen Giants. Het jaar erop eindigden de Trojans met een 5-5 record in de middenmoot, waarna Coach Storm terugtrad en Offensive Coordinator Wouter van den Boogaard het trainerschap overnam.
Onder leiding van coach Van den Boogaard bereikten de Trojans de TulipBowl XXXII, door met een 6-2 record, in de playoffs de Alphen Eagles te verslaan met 14-17 .

## Resultaten 010 Trojans
- Seizoen 2013

Kampioen 3de Divisie AFBN (ongeslagen 10–0)
- Seizoen 2014

1de Divisie AFBN (Reguliere seizoen: ongeslagen 8–0, Play-off 10–14 verloren van de Groningen Giants)
- Seizoen 2015

EreDivisie AFBN (Reguliere seizoen: 5–5)
- Seizoen 2016

EreDivisie AFBN Runner up Tulip Bowl 
- Seizoen 2017

Eredivisie AFBN Runner up Tulip Bowl
- Seizoen 2018

EreDivisie AFBN (Reguliere seizoen: 0–8)
- Seizoen 2022

EreDivisie AFBN (Reguliere seizoen: 8–2) Runner up Tulip Bowl

## Resultaten Rotterdam Trojans
- Tulip Bowl titels: 2
  - 1996, 1997
- Tulip Bowl Runner up: 3
  - 2016, 2017, 2022
- Holland Bowl titels: 2
  - 1998, 1999
- Benelux Bowl titels: 3
  - 1995, 1999, 2000
- BNL Football League Runner up: 1
  - 2024
- Kampioen 3e Divisie
  - 2013 (ongeslagen 10-0)
- Kampioen 2e Divisie (toen: 1e divisie want ook ere-divisie)
  - 1988 (ongeslagen 12-0)
- Eurobowl deelname: 1
  - 1995 (@ Birmingham Bulls)
- Euro Cup finalist: 1
  - 1996 (v. St.Gallen/Seaside Vipers)